# Chim nước châu Phi
Rallus caerulescens là một loài chim trong họ Gà nước.
Môi trường sống lý tưởng của nó là đầm lầy và những bãi cạn kéo dài từ Đông tới Nam Phi hay từ Ethiopia đến Nam Phi. Nhiều loài chim là loài cư trú vĩnh viễn, nhưng một số loài thực hiện các hoạt động di cư theo mùa để thích ứng với điều kiện của các vùng đất ngập nước.